# Markus Böckermann
Markus Böckermann (* 14. Januar 1986 in Hamburg) ist ein deutscher Volleyball- und Beachvolleyballspieler. Er nahm an den Olympischen Spielen 2016 teil und wurde im gleichen Jahr zum zweiten Mal deutscher Meister.

## Karriere Beachvolleyball
Böckermann ist seit 2005 im Beachvolleyball aktiv. Zunächst trat er auf nationalen Turnieren mit wechselnden Partnern an. 2007 spielte er zusammen mit seinem Bruder Dirk auf der Smart Beach Tour. Seinen ersten internationalen Auftritt hatte er im August 2007, als er mit Tom Götz Zweiter beim Satellite-Turnier in Vaduz wurde. 2008 nahmen Böckermann/Götz am Grand Slam in Berlin teil. Bei der deutschen Meisterschaft belegten sie den dritten Rang. Anschließend trat Böckermann noch mit Kay Matysik bei den Mallorca Open der FIVB World Tour an und erreichte dort den 17. Platz. 2009 spielte er mit Florian Lüdike. Neben den Auftritten bei nationalen Turnieren spielten Böckermann/Lüdike bei den Rom Open, wo sie allerdings in der „Country Quota“ unterlagen. Bei der deutschen Meisterschaft kamen sie auf den neunten Rang.
2010 bildete Böckermann ein neues Duo mit Mischa Urbatzka. Auf der nationalen Tour gewannen Böckermann/Urbatzka die Turniere in Münster und Sankt Peter-Ording. International gelangten sie beim Grand Slam in Rom erstmals ins Hauptfeld der World Tour. Es folgten Auftritte bei den Prag und Marseille Open sowie dem Grand Slam in Gstaad. Bei den Open-Turnieren in Kristiansand und Åland belegten Böckermann/Urbatzka die Plätze 25 und 13. Anschließend unterlagen sie bei der deutschen Meisterschaft erst im Endspiel gegen Julius Brink und Jonas Reckermann. 2011 gelangen ihnen bei der Smart Beach Tour drei Siege bei den Supercups in Hamburg und Norderney und dem Turnier in Heidelberg. International starteten sie bei den Open-Turnieren in Brasília und Prag weniger erfolgreich in die Saison. Nach dem Grand Slam in Gstaad und den Québec Open kamen sie beim Grand Slam in Stare Jabłonki als Neunte erstmals in die Top Ten. Bei der deutschen Meisterschaft wurden sie diesmal Neunte.
Zu Beginn der World Tour 2012 schieden Böckermann/Urbatzka zunächst dreimal früh aus, bevor sie beim Grand Slam in Berlin den neunten Platz erreichten. Auf der deutschen Tour gelangen ihnen Turniersiege in Norderney, Heidelberg und St. Peter-Ording. Bei der deutschen Meisterschaft mussten sie sich im Viertelfinale den neuen deutschen Meistern Jonathan Erdmann und Kay Matysik geschlagen geben. 2013 wurden sie Fünfte beim Grand Slam in Shanghai und gewannen erneut das nationale Turnier in Norderney. Beim Masters-Turnier in Baden erreichten sie das Finale. In Stare Jabłonki nahmen sie erstmals an der Weltmeisterschaft teil. Sie erreichten als Gruppenzweite die KO-Runde und mussten sich schließlich im Achtelfinale nach drei Sätzen den Titelverteidigern Alison/Emanuel geschlagen geben. Damit beendeten sie das Turnier auf dem neunten Rang. Denselben Platz belegten sie beim Grand Slam in Long Beach. Anschließend wurden sie in Timmendorfer Strand mit einem Finalsieg gegen Lars Flüggen und Alexander Walkenhorst erstmals deutscher Meister. Die internationale Saison beendeten sie mit einem neunten Platz beim Grand Slam in Xiamen.
Dieses Ergebnis erreichten sie auf der World Tour 2014 auch bei den Grand Slams in Shanghai, Moskau, Gstaad und Klagenfurt. Bei der Europameisterschaft in Quartu Sant’Elena verloren sie das erste Gruppenspiel gegen Erdmann/Matysik und schieden schließlich als Gruppenletzte vorzeitig aus. Bei der deutschen Meisterschaft unterlagen die Titelverteidiger ebenfalls Erdmann/Matysik und dann dem Duo Dollinger/Wickler, so dass sie Fünfte wurden.
Seit 2015 spielte Böckermann an der Seite von Lars Flüggen. Böckermann/Flüggen gewannen gleich das erste Turnier der World Tour 2015 in Fuzhou. Bei den folgenden Turnieren kamen sie zunächst nicht über den 17. Platz hinaus. Bei der EM in Klagenfurt erreichten sie als Gruppenzweiter die KO-Phase und unterlagen dann im Achtelfinale dem spanischen Duo Herrera/Gavira. Im Anschluss belegten sie den fünften Platz beim Grand Slam in Long Beach. Beim Open-Turnier in Rio de Janeiro standen sie im Finale. Bei der deutschen Meisterschaft verpassten sie als Vierter eine weitere Medaille. International feierten sie nach dem zweiten Rang in Xiamen und dem vierten Platz in Puerto Vallarta bei den Katar Open ihren zweiten Turniersieg.
Bei der World Tour 2016 erreichten sie als Fünfter der Kisch und Vitória Open sowie Vierter der Doha Open weitere Top-Ten-Ergebnisse. In Antalya spielten sie ihr nächstes internationales Finale. Bei der EM in Biel/Bienne kamen sie als Gruppendritte bis ins Achtelfinale, das sie gegen die Niederländer Brouwer/Meeuwsen verloren. Beim Hamburg Major belegten sie den fünften Platz und sicherten sich damit die Qualifikation für die Olympischen Spiele in Rio de Janeiro, bei denen sie nach drei Niederlagen bereits in der Vorrunde ausschieden. Bei der deutschen Meisterschaft setzten sie sich im Endspiel gegen Erdmann/Kaczmarek durch und gewannen den Titel. Für Böckermann war es nach 2013 der zweite nationale Titel. Im Juli 2017 gewannen Böckermann/Flüggen das 4-Sterne-Turnier in Olsztyn. Bei der Weltmeisterschaft in Wien erreichten sie als Gruppendritter die Lucky-Loser-Runde, in der sie gegen die Italiener Ranghieri/Carambula ausschieden. Flüggen zog sich beim Turnier einen Meniskusriss zu, weshalb Böckermann bei der EM in Jūrmala mit Yannick Harms antrat. Mit Lorenz Schümann belegte Böckermann beim FIVB Saisonfinale in Hamburg Platz fünf. Im Juli 2018 beendete Böckermann seine Profikarriere als Beachvolleyballer.
2019 startete Böckermann mit Max-Jonas Karpa auf der nationalen Techniker Beach Tour.

## Karriere Hallen-Volleyball
Markus Böckermann war auch als Volleyballer in der Halle aktiv. Er spielte bis 2006 beim Oldenburger TB und von 2006 bis 2011 bei der FT Adler Kiel (ab 2010 VT Kiel), mit der er 2008 in die 2. Bundesliga aufstieg. Von 2011 bis 2014 spielte der Diagonalangreifer beim Ligakonkurrenten SVG Lüneburg und wurde hier dreimal in Folge Vizemeister der 2. Bundesliga Nord. Seit 2018 spielt Böckermann beim Drittligisten Eimsbütteler TV.

## Privates
Böckermann ist seit 2017 verheiratet und Vater eines Sohnes.